# José Luis González Bernal
José Luis González Bernal (Zaragoza, España, 30 de marzo de 1908-París, Francia, 18 de noviembre de 1939) fue un pintor y dibujante aragonés del surrealismo.
Hizo su formación artística en la Escuela de Artes y Oficios de Zaragoza, que completó desde 1929 en París, donde conoció el surrealismo. De ideología anarquista, al estallar la Guerra Civil Española volvió a la península a defender la Segunda República Española a pesar de su frágil salud, muriendo al poco de terminar la guerra en el exilio en París.
Su obra fue desconocida en España por motivos políticos hasta mediados de los años 1970, cuando terminaba la dictadura franquista, siendo entonces cuando se reconoció su papel destacado en las vanguardias artísticas aragonesas de los años 1930.